# Siará Hall
Siará Hall foi uma casa de eventos localizada em Fortaleza, Ceará. Inaugurada em 17 de dezembro de 2005, contava com uma infraestrutura que comportava mega-shows e espetáculos. Seu show de inauguração foi aberto com o cantor estadunidense Billy Paul. Considerada a maior casa de espetáculos da cidade até seu fechamento,  trouxe shows e espetáculos de níveis nacionais e internacionais
Em fevereiro de 2017, encerrou as atividades no endereço fixo em Fortaleza, após mais de 11 anos de funcionamento..